# Dinastía Jin (266-420)
La dinastía Jin (chino medio: 晉 *t͡siɪnH; chino moderno: 晉 Wade-Giles Chin; pinyin Jìn) gobernó China desde el año 266 hasta el 420. Fue fundada por la familia Sima (司馬 Sīmǎ), descendientes del general y político del reino de Wei, Sima Yi. Como la dinastía Han, los Jin suele ser dividida en dos periodos: Jin Occidental (西晉, 266-316) y Jin Oriental (東晉 317-420), haciendo referencia a la ubicación de sus dos capitales: Luoyang y Jiankang.
Aunque proporcionaron un breve periodo de unión tras conquistar el reino de Wu en el año 280, los Jin no pudieron contener la invasión y el levantamiento de los pueblos nómadas después de la devastadora guerra de los ocho príncipes. En el 311, el emperador Huai fue capturado por las fuerzas del pueblo Yutzu. El reinado posterior del emperador Min duró cuatro años en Chang'an hasta su conquista por el imperio Yutzu en el 316.
Mientras tanto, lo que quedaba de la corte de Jin huyó del norte al sur y restableció el gobierno en Jiankang que se encontraba al suroeste de Louyang y Chang'an y cerca de la actual Nankín, bajo el poder del príncipe de Longya. Las prominentes familias locales de Zhu, Gan, Lu, Gu y Zhou apoyaban la proclamación del príncipe de Longya como el emperador Yuan cuando las noticias de la caída de Chang'an alcanzaron el sur.
Las autoridades militares y las crisis plagaron la corte del gobierno Jin Oriental durante sus 104 años de existencia. En este periodo sufrió diversas rebeliones, como las de Wang Dun y Su Jun. Huan Wen murió en el 373 antes de poder proclamarse emperador. La batalla de Fei dio un resultado victorioso al gobierno Jin a través de una relación de breve cooperación entre Huan Chong, que era hermano de Huan Wen, y el primer ministro (del secretariado imperial) Xie An. Huan Xuan, hijo de Huan Wen, usurpó y cambió el nombre de la dinastía a Chu, pero su posición le fue arrebatada por Liu yu, que ordenó colgar al reinstaurado emperador An. 
El último emperador, un hermano del emperador An, Gong, fue nombrado en el 419. La abdicación del emperador Gong en el 420 en favor de Liu Yu condujo a la Dinastía Liu Song y a las dinastías Meridionales. Mientras tanto, el norte de China quedó gobernada por los Dieciséis Reinos, muchos de los cuales fueron fundados por los Wu Hu, etnia distinta a los chinos Han. La conquista de los Liang del norte por la Dinastía Wei del Norte en el 439 dio como resultado las dinastías del norte.
Pero cualesquiera que sean las dificultades políticas, la corte de Jiankang logró producir una sociedad de cierto brillo cultural. En este periodo vivió el que es considerado el primer gran genio de la pintura de China, Gu Kaizhi (c. 348-409). Otro personaje destacado en esta corte fue Wang Xizhi (c. 303-361), el más grande maestro temprano de la escritura cursiva china. Su hijo, Wang Xianzhi (344–386), se considera superado solo por su padre en este arte. En este periodo también floreció el budismo, ejerció una fuerte influencia durante el periodo Jin.

## Historia

### Antecedentes
Durante el período de los Tres Reinos, el clan Sima -cuyo individuo más destacado era Sima Yi- alcanzó prominencia en el reino de Cao Wei, que dominaba China septentrional y estaba gobernado por el clan Cao. Sima Yi era el regente de Cao Wei, y tras instigar un golpe de Estado en 249 conocido como el Incidente en las tumbas de Gaoping, el clan Sima comenzó a superar el poder del clan Cao en el reino. Tras la muerte de Sima Yi en 251, su hijo mayor Sima Shi sucedió a su padre como regente de Cao Wei, manteniendo el férreo control del clan Sima sobre la escena política de Cao Wei. Tras la muerte de Sima Shi en 255, su hermano menor Sima Zhao se convirtió en regente de Cao Wei. Sima Zhao ayudó aún más a los intereses de sus clanes reprimiendo las rebeliones y la disidencia. 
En 263, dirigió las fuerzas de Cao Wei conquistando Shu Han y capturando a Liu Shan (hijo de Liu Bei), lo que supuso la primera desaparición de uno de los Tres Reinos. Las acciones de Sima Zhao le otorgaron el título de rey de Jin, el último rango alcanzable por debajo del de emperador. Se le concedió el título porque su hogar ancestral estaba situado en el condado de Wen, en el territorio de la Zhou-era el marchia y ducado llamado Jin, que se centraba en el río Jin de Shaanxi. Las ambiciones de Sima Zhao por el trono eran visibles (proverbial en chino), pero murió en 265 antes de que pudiera realizarse ningún intento de usurpación, pasando la oportunidad a su ambicioso hijo, Sima Yan.

### Jin Occidental (266-316)

#### Fundación

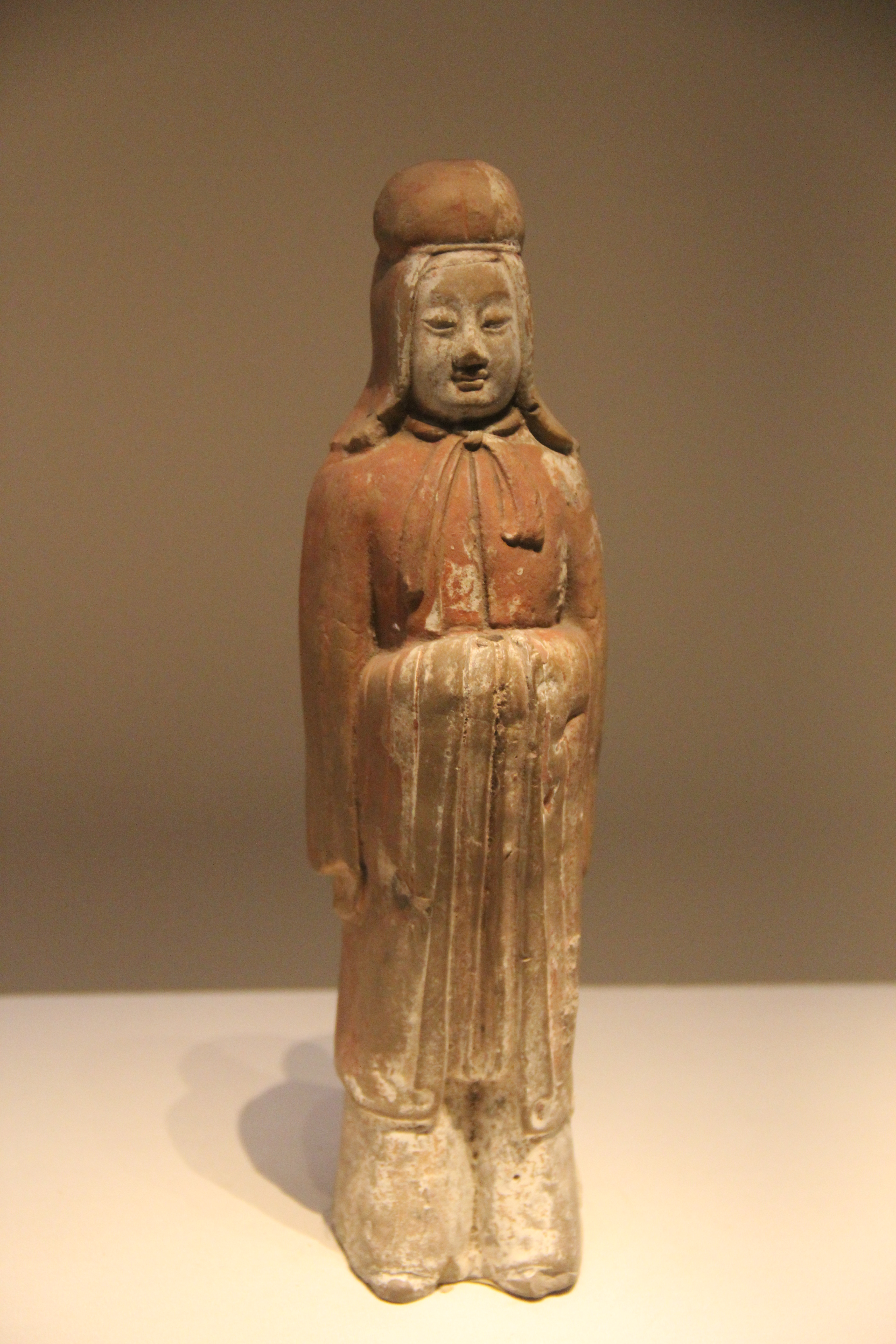
Figura femenina de porcelana Jin occidental.

La dinastía Jin fue fundada por Sima Yan, conocido póstumamente como Emperador Wu (el "Emperador Marcial de Jin"). Tras suceder a su padre como rey de Jin y regente de Cao Wei en 265, Sima Yan se declaró emperador de la dinastía Jin en 266 y obligó a Cao Huan (el último gobernante de Cao Wei) a abdicar. El emperador Wu (Sima Yan) permitió a Cao Huan vivir con honor como príncipe de Chenliu, y lo enterró con ceremonia imperial. Bajo el emperador Wu, la dinastía Jin conquistó Wu Oriental en 280 y unificó la China propiamente dicha, poniendo fin al periodo de los Tres Reinos. El periodo de unidad duró relativamente poco, ya que el estado Jin pronto se vio debilitado por la corrupción, la agitación política y los conflictos internos. El hijo del emperador Wu Zhong, conocido póstumamente como Emperador Hui (el "Benévolo Emperador de Jin"), tenía discapacidad del desarrollo.

#### Declive
El emperador Wu murió en 290, y en 291 el conflicto por su sucesión provocó la devastadora Guerra de los Ocho Príncipes. La dinastía se vio muy debilitada por este conflicto civil, y pronto se enfrentó a una mayor agitación cuando el Levantamiento de los Cinco Bárbaros comenzó en el 304. Durante estos disturbios, la capital de Jin, Yongjia, fue destruida. Durante estos disturbios, la capital Jin Luoyang fue saqueada por el gobernante Han-Zhao Liu Cong en 311, y el emperador Jin Sima Chi, conocido póstumamente como Emperador Huai (el "Emperador desaparecido de Jin"), fue capturado y posteriormente ejecutado. El sucesor del emperador Huai, Sima Ye, conocido póstumamente como Emperador Min (el "emperador sufriente de Jin"), también fue capturado y ejecutado por las fuerzas de Han-Zhao cuando tomaron Chang'an (la actual Xi'an) en 316. Este acontecimiento marcó el fin de la dominación occidental de Jin. Este acontecimiento marcó el fin de los Jin occidentales. Los miembros supervivientes de la familia imperial Jin, así como un gran número de chinos Han de la Llanura del Norte de China, huyeron posteriormente al sur de China. Estos refugiados tuvieron un gran impacto en las tierras a las que se trasladaron; por ejemplo, dieron nombre al río Jin de Quanzhou cuando se asentaron en su valle en Fujian.

#### Cultura material
La dinastía Jin es bien conocida por la calidad de sus vajillas de porcelana celadón verdosa, que siguieron inmediatamente al desarrollo del protoceladón. Los diseños de las jarras a menudo incorporaban figuras de animales, así como budistas. También se conocen ejemplos de loza Yue de la dinastía Jin.

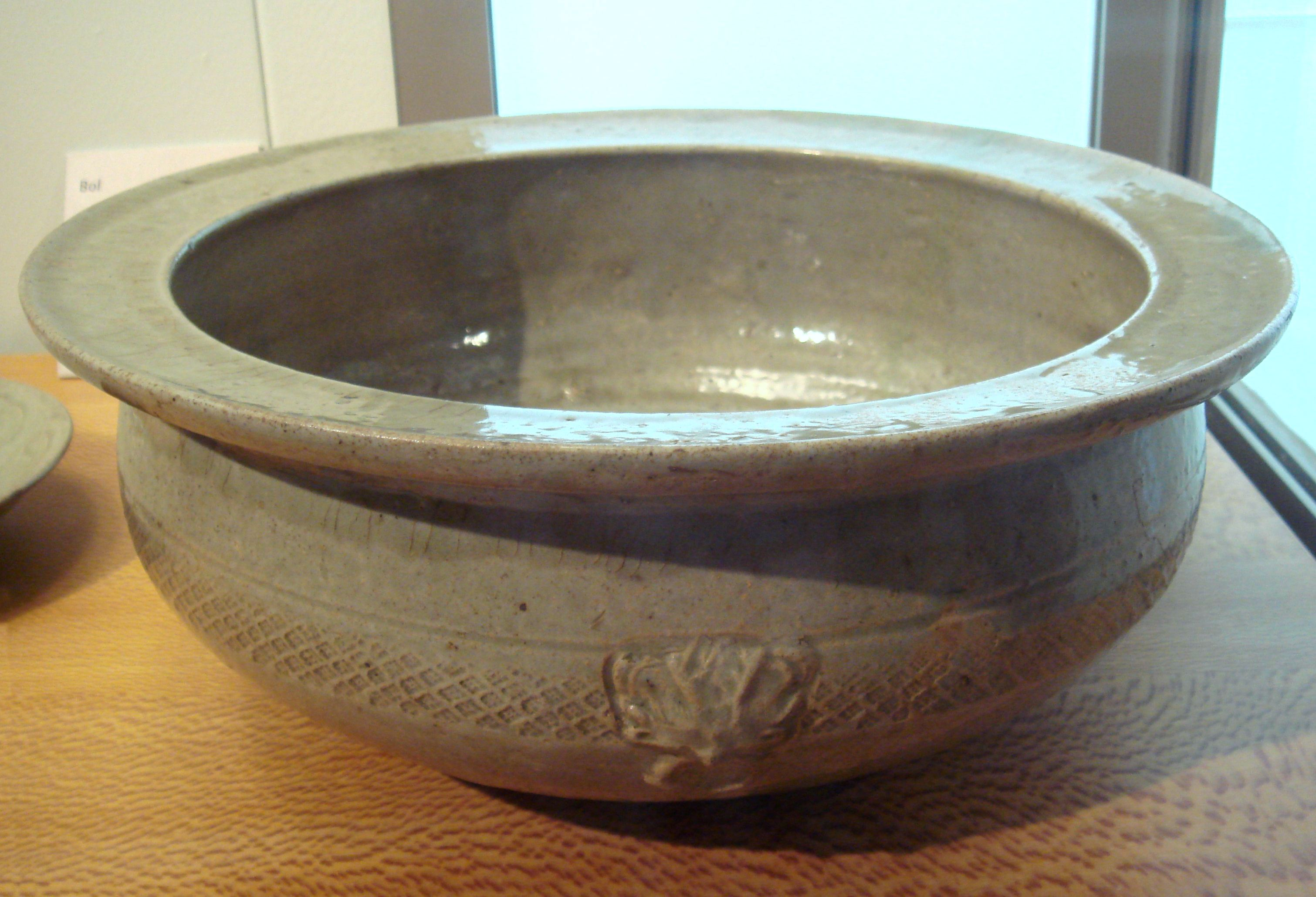
Cerámica Yue con motivo, siglo III de nuestra era, Jin Occidental, Zhejiang.
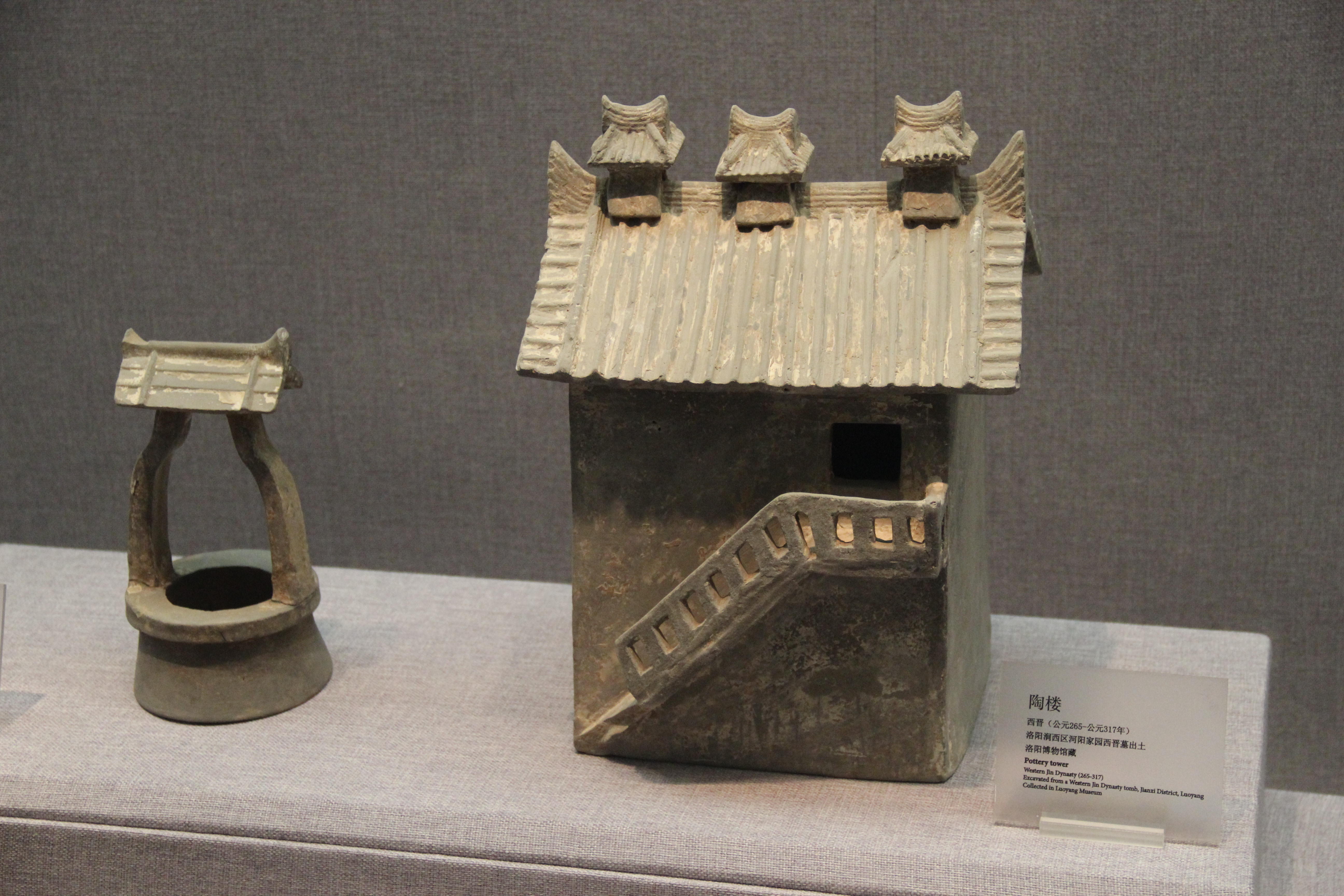
Torre de cerámica, Jin Occidental, 265-317 EC.
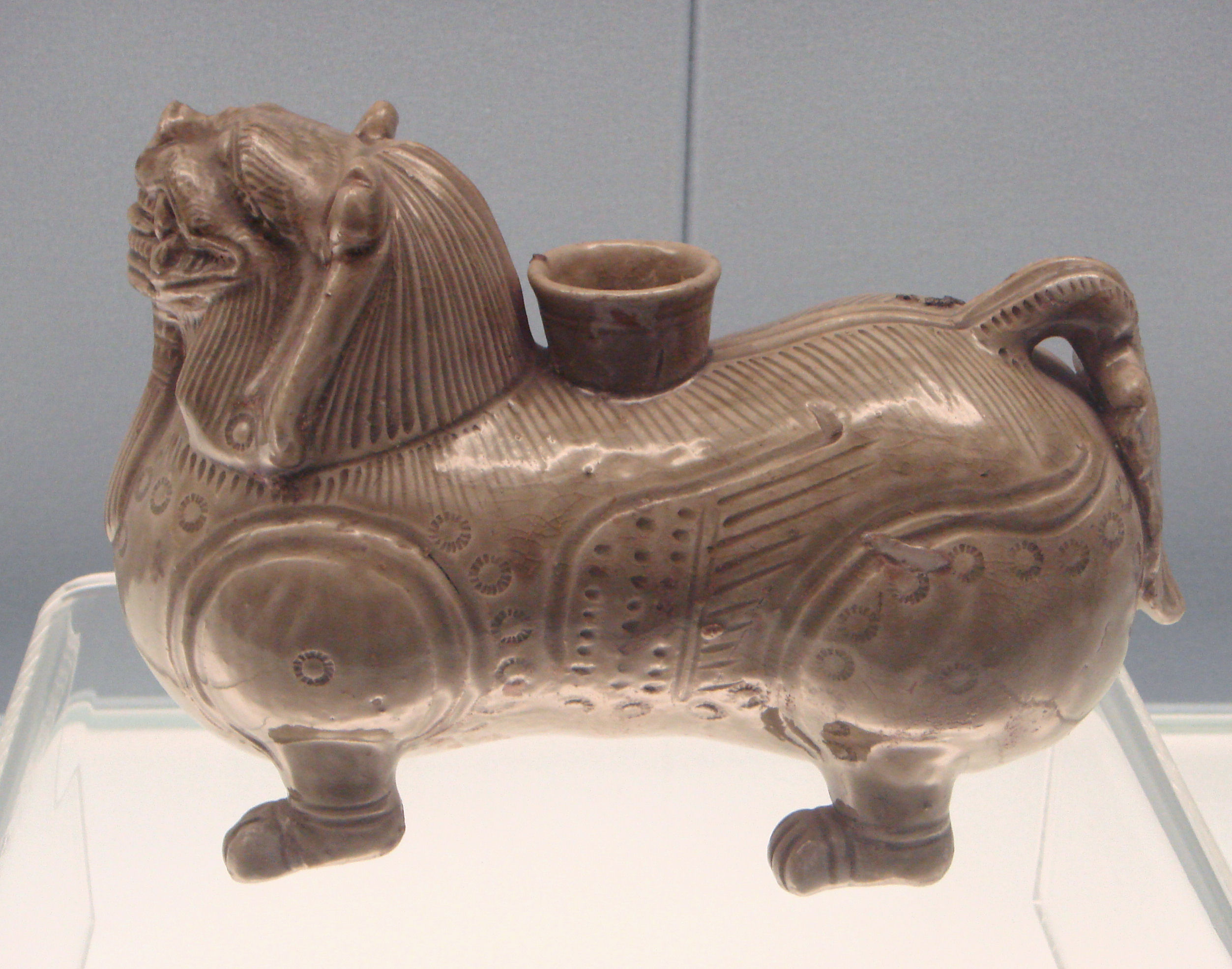
Celadon león en forma de bixie, Jin Occidental, 265-317 CE.
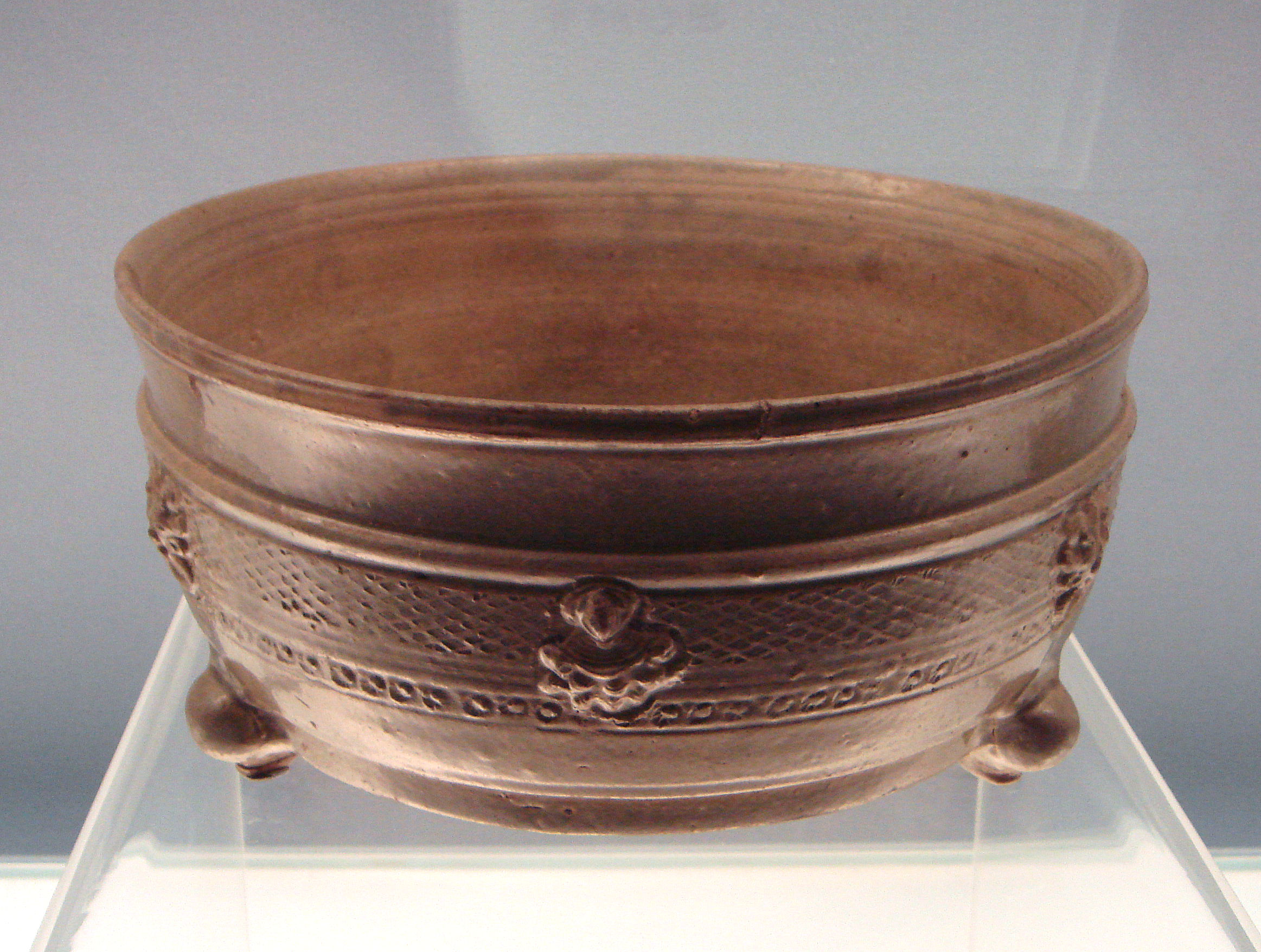
Celadon lian bowl con figuras budistas, Jin Occidental, 265-317 CE.
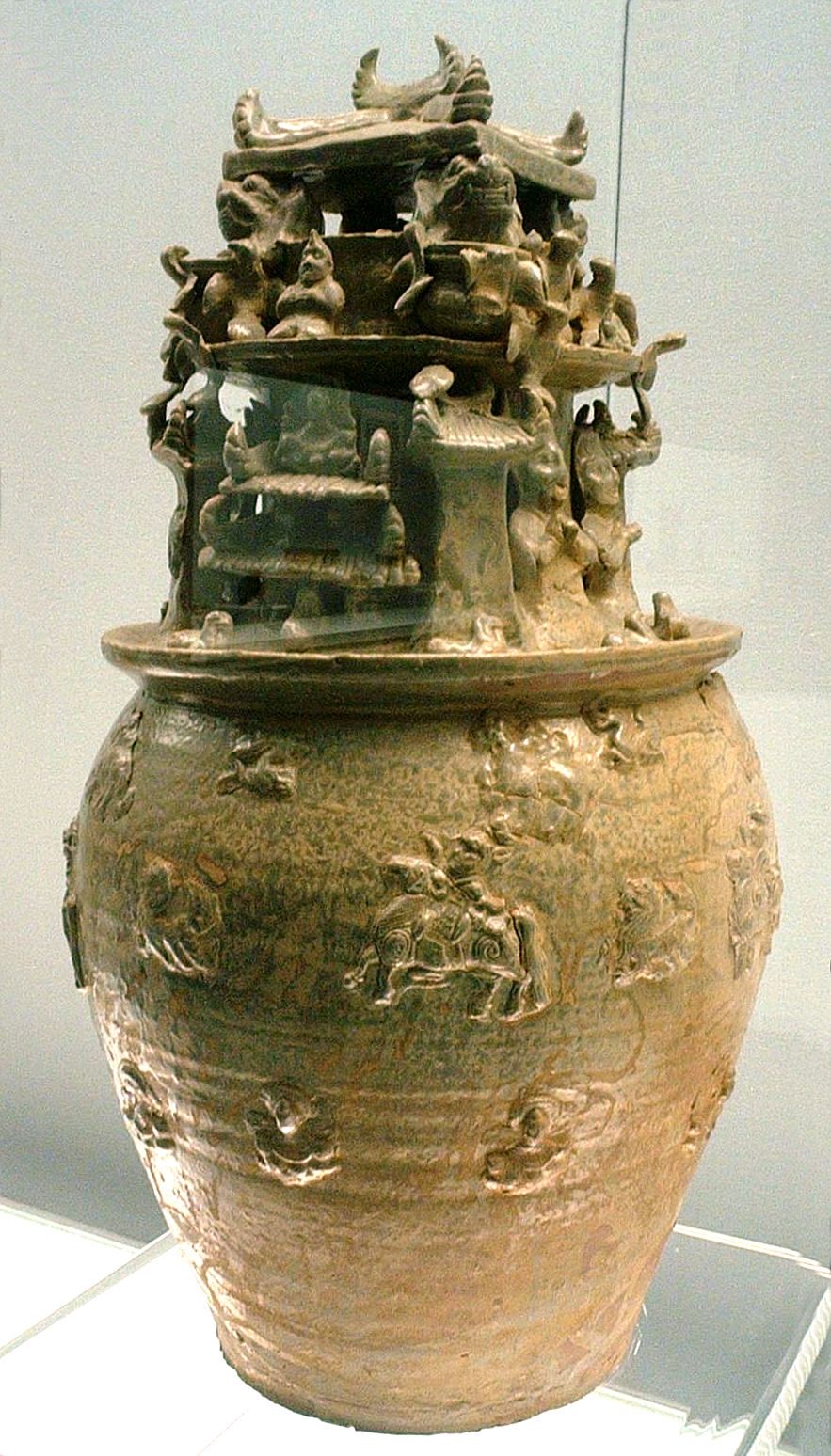
Hunping jarra de los Jin occidentales, con figuras budistas.

#### Jin Oriental (317-420)

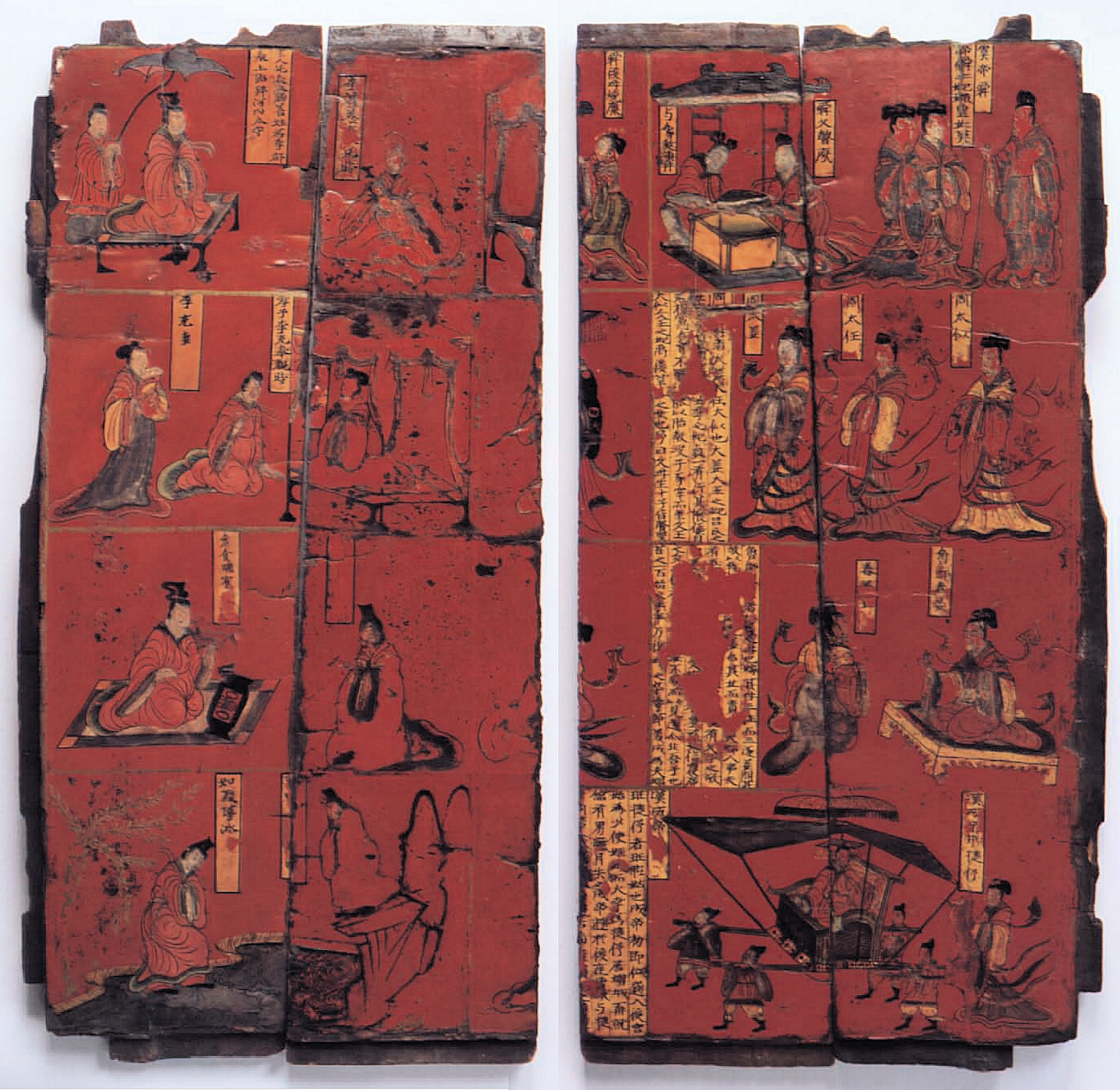
Panel lacado, de la tumba de Sima Jinlong, 484 d.C. Atípico de los estilos Wei del Norte, probablemente fue traído de la corte de la dinastía Jin por el padre de Sima Jinlong. Alternativamente, podría ser una obra Wei del Norte fuertemente influenciada por los estilos artísticos Jin, como la obra de Gu Kaizhi.

#### Establecimiento
Tras la caída de Chang'an y la ejecución del emperador Min de Jin, Sima Rui, conocido póstumamente como Emperador Yuan, fue entronizado como emperador Jin en 318. Restableció el gobierno Jin en Jiankang (actual Nankín), que se convirtió en la nueva capital de la dinastía. Esto marcó el inicio del periodo Jin oriental. Uno de los títulos de Sima Rui era el de príncipe de la Langya, por lo que los recién establecidos estados del norte, que negaban la legitimidad de su sucesión, se referían ocasionalmente a su imperio como "Langya".
El periodo Jin oriental fue testigo del apogeo de la política menfa (門閥, "clanes de la alta burguesía"). La autoridad de los emperadores era limitada, mientras que los asuntos nacionales estaban controlados por poderosos clanes de la élite inmigrante, como los Wang (王) de Langya y Taiyuan, el clan Xie (謝) de la Chenliu, el clan Huan (桓) de la Comandancia de Qiao, y el clan Yu (庾) de la Yingchuan. Entre el pueblo, un comentario común era que "Wang Dao y Sima Rui, dominan juntos la nación" (王與馬，共天下). Se decía que cuando el emperador Yuan celebraba la corte, incluso invitó a Wang Dao a sentarse a su lado para que pudieran aceptar conjuntamente las felicitaciones de los ministros, pero Wang Dao declinó la oferta.

#### Guerras con el norte
Con el fin de recuperar las tierras perdidas durante la caída de Jin Occidental, la dinastía Jin Oriental lanzó varias campañas militares contra los estados del norte, como las expediciones dirigidas por Huan Wen de 354-369. En particular, en el año 383, una fuerza de Jin Oriental fuertemente superada en número infligió una devastadora derrota al estado de la Antigua Qin en la Batalla del río Fei. Tras esta batalla, el antiguo Qin -que recientemente había unificado el norte de China- comenzó a desmoronarse, y la dinastía Jin recuperó las tierras al sur del el río Amarillo. Algunas de estas tierras se perdieron más tarde, pero los Jin las recuperaron de nuevo cuando el Liu Yu derrotó a los estados del norte en sus expediciones septentrionales de 409-416.
A pesar de los éxitos contra los estados del norte, como la batalla del río Fei, la paranoia en la familia real y las constantes perturbaciones en el trono provocaron a menudo la pérdida de apoyo a las campañas del norte. Por ejemplo, la falta de apoyo de la corte Jin fue una de las principales causas del fracaso de Huan Wen en la recuperación del norte en sus expediciones. Además, las crisis militares internas -incluidas las rebeliones de los generales Wang Dun y Su Jun, pero también las revueltas menores de los fangzhen (方鎮, "mando militar")- asolaron a los Jin orientales a lo largo de sus 104 años de existencia.

#### Migración masiva hacia el sur
Los clanes aristocráticos locales del sur estaban a menudo enfrentados con los inmigrantes del norte. Por ello, las tensiones aumentaron y la rivalidad entre los inmigrantes y los habitantes del sur ocupó un lugar preponderante en la política interior de los Jin. Dos de los clanes locales más importantes, el clan Zhou (周) de Yixing y el clan Shen (沈) de Wuxing, sufrieron un duro golpe del que nunca se recuperaron. También hubo conflictos entre los diversos clanes de inmigrantes del norte. Esto condujo a un virtual equilibrio de poder, que benefició en cierta medida al gobierno del emperador.
Se crearon "comandancias de inmigrantes" y "registros blancos" especiales para las cantidades masivas de chinos Han del norte que se trasladaron al sur durante el Jin oriental. La aristocracia del sur de China se formó a partir de la descendencia de estos emigrantes. Particularmente en la región de Jiangnan, los Maestros Celestiales y la nobleza del norte de China sometieron a la nobleza del sur de China durante la dinastía Jin.
El sur de China superó al norte en población debido a la despoblación del norte y a la migración de los chinos del norte al sur de China. Las diferentes oleadas migratorias de chinos aristocráticos del norte de China al sur en distintas épocas dieron lugar a distintos grupos de linajes aristocráticos.

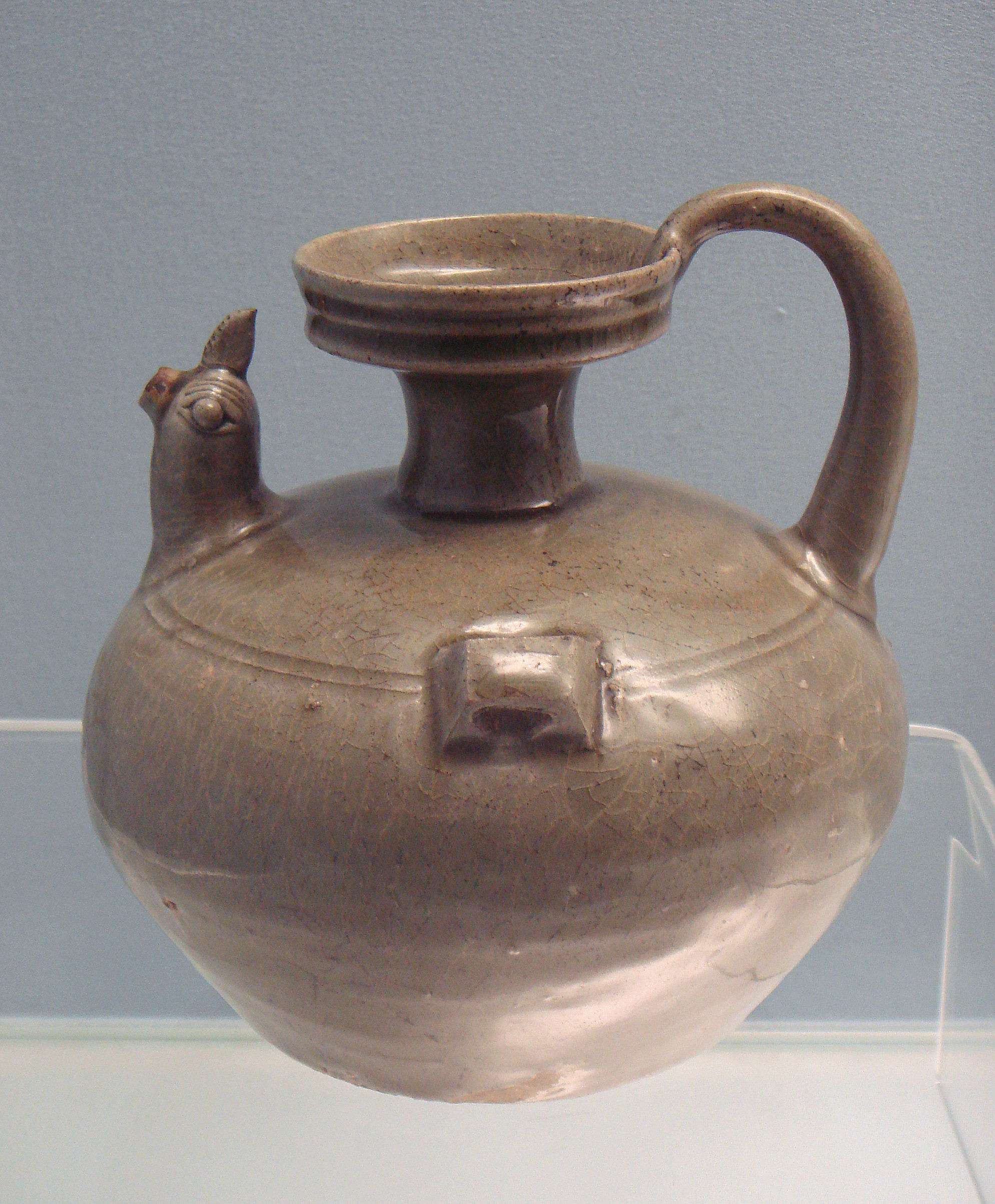
Jarra Celadon, Jin Oriental, 317-420.

## Sociedad y cultura

### Religión

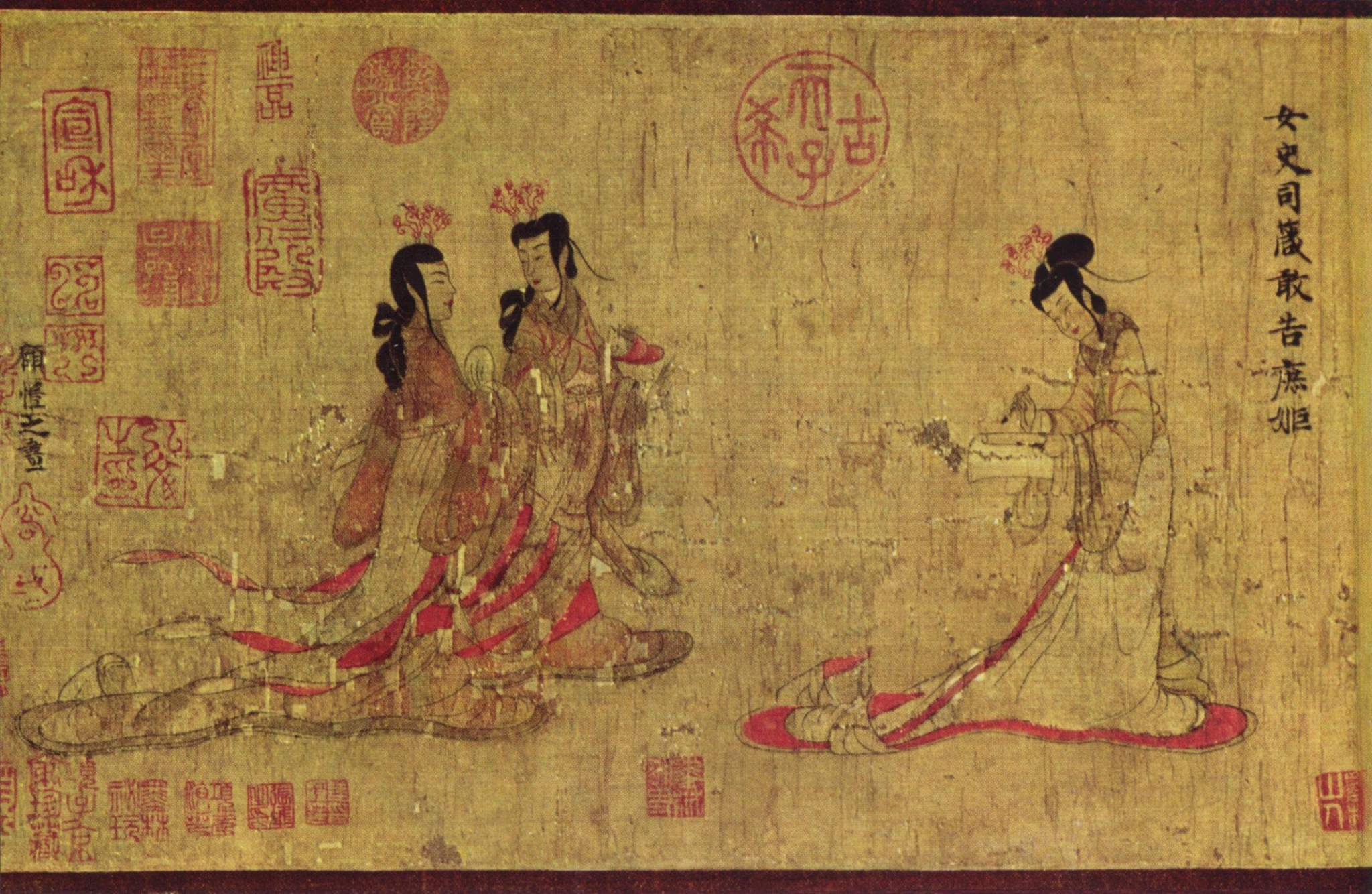
Escena de las Admoniciones de las Institutrices, considerado tradicionalmente como una pintura de la corte de Jin por Gu Kaizhi (ca. 345–406)

El taoísmo se polarizó en la dinastía Jin. Los emperadores Jin reprimieron duramente a los taoístas, pero también intentaron explotarlos, dada la forma en que se había utilizado cerca del final de la era Han en las revueltas de los campesinos pobres. En medio de la agitación política de la época, muchos comerciantes exitosos, pequeños terratenientes y otras personas moderadamente cómodas encontraron un gran consuelo en las enseñanzas taoístas y varios clanes importantes y oficiales militares también adoptaron la fe. Ge Hong enfatizó la lealtad al emperador como una virtud taoísta; incluso enseñó que los rebeldes nunca podrían ser inmortales taoístas, lo que hizo que el taoísmo fuera más aceptable para la jerarquía imperial. Como resultado, las religiones taoístas populares fueron consideradas heterodoxia mientras que las escuelas oficiales de la corte fueron apoyadas, pero las escuelas populares como el taoísmo de Tianshi todavía eran apreciadas en secreto y promulgadas entre la gente común.
La desunión, la desintegración y el caos también hicieron que el budismo fuera más popular, en parte debido al enfoque en abordar el sufrimiento. La dinastía Jin marcó una era crítica para el Mahayana en China. La traducción 286 de Dharmarakṣa del Sutra del loto fue la más importante antes de la traducción del siglo V de Kumārajīva. Se dijo que había 1768 templos budistas en el Jin del Este.
Además, el taoísmo avanzó la química y la medicina en China, mientras que la contribución del mahayana se concentró en la filosofía y la literatura.

## Soberanos de la Dinastía Jin
| Nombre póstumo                             | Nombre póstumo | Nombre personal | Nombre personal | Reinado |
| ------------------------------------------ | -------------- | --------------- | --------------- | ------- |
| Chino convencional: "Jin" + nombre póstumo |                |                 |                 |         |
| Dinastía Jin Oeste (265-316)               |                |                 |                 |         |
| Emperador Wu                               | 武皇帝         | Sima Yan        | 司馬炎          | 265-290 |
| Emperador Hui                              | 孝惠皇帝       | Sima Zhong      | 司馬衷          | 290-307 |
| Emperador Huai                             | 孝懷皇帝       | Sima Chi        | 司馬熾          | 307-311 |
| Emperador Min                              | 孝愍皇帝       | Sima Ye         | 司馬鄴          | 313-316 |
| Dinastía Jin Este (317-420)                |                |                 |                 |         |
| Emperador Yuan                             | 元皇帝         | Sima Rui        | 司馬睿          | 317-323 |
| Emperador Ming                             | 明皇帝         | Sima Shao       | 司馬紹          | 323-325 |
| Emperador Cheng                            | 成皇帝         | Sima Yan        | 司馬衍          | 325-342 |
| Emperador Kang                             | 康皇帝         | Sima Yue        | 司馬岳          | 342-344 |
| Emperador Mu                               | 穆皇帝         | Sima Dan        | 司馬聃          | 344-361 |
| Emperador Ai                               | 哀皇帝         | Sima Pi         | 司馬丕          | 361-365 |
| —                                          | —              | Sima Yi         | 司馬奕          | 365-371 |
| Emperador Jianwen                          | 簡文皇帝       | Sima Yu         | 司馬昱          | 371-372 |
| Emperador Xiaowu                           | 孝武皇帝       | Sima Yao        | 司馬曜          | 372-396 |
| Emperador An                               | 安皇帝         | Sima Dezong     | 司馬德宗        | 396-418 |
| Emperador Gong                             | 恭皇帝         | Sima Dewen      | 司馬德文        | 418-420 |

1. 1 2 3  El carácter "xiao" (孝) antes del nombre suele ser omitido.